# Jessalyn Gilsig

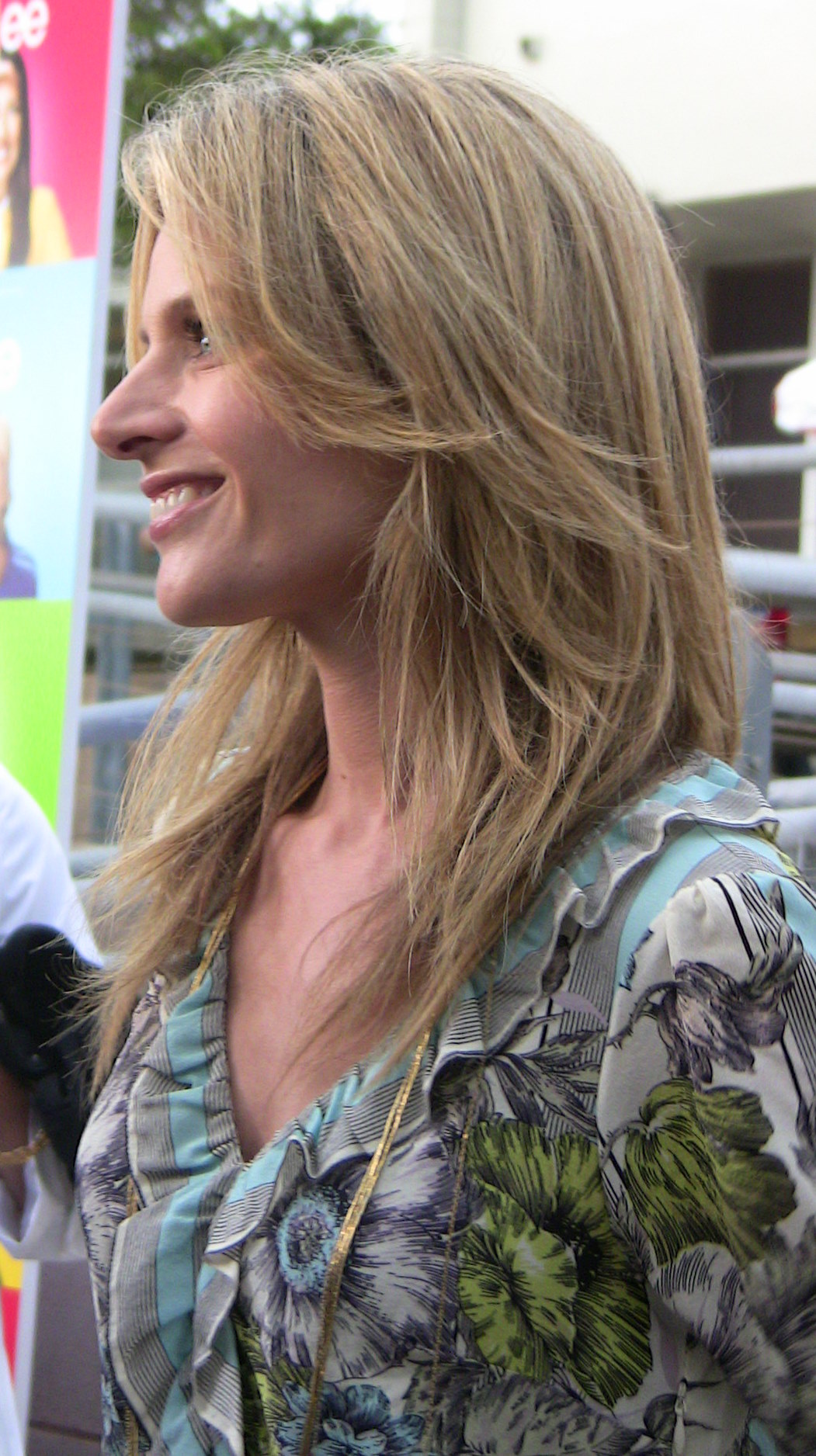
Jessalyn Gilsig

Jessalyn Gilsig (* 30. listopadu 1971) je kanadská herečka, známá pro své role v televizních seriálech Bostonská střední, Plastická chirurgie s.r.o. a jako exmanželka Willa Schuestra v seriálu Glee. Také se objevila v pár epizodách v seriálech Policie New York, Útěk z vězení a Hrdinové.

## Osobní život
Narodila se v městě Montreal v Québecu jako dcera autorky a překladatelky Claire a inženýra Tobyho Gilsigových. Začala hrát ve svých 12 letech. Navštěvovala střední školu pro dívky Trafalgar v centru Montrealu. Později studovala v americkém repertoárovém divadle na Harvardově univerzitě a navštěvovala v letech 1989–1993 univerzitu McGill. Absolvovala v roce 1993.
Gilsig poprvé potkala Bobbyho Salomona, když oba chodili na Montrealskou střední školu. Chodili spolu a Gilsig k tomu říká, že Salomon byl cool kluk a fotbalista. Když se Salomon, nyní filmový producent, přestěhoval do Hollywoodu v roce 2002, on a Gilsig obnovili jejich přátelství a začali spolu znovu chodit. Pár se vzal 1. ledna 2005. Protože Salomon je žid a Gilsig má židovského otce, měli tradiční židovskou svatbu. Mají spolu dceru Penelope, která se narodila 26. září 2006. 8. září 2010 ale podala Gilsig žádost o rozvod- kvůli neslučitelným rozdílům. Žijí odděleně od roku 2009.

## Kariéra
Kariéru začala jako dabérka. Dabovala filmy Mascarade a The Journey Home a televizní seriály Malí létající medvídci, Young Robin Hood a Gulliverovy cesty.
V roce 1995 se přestěhovala do New Yorku, kde se objevila v několika divadelních hrách mimo Broadway. Také se objevila v některých kanadských seriálech na konci osmdesátých a na počátku devadesátých let. Její televizní kariéra začala ke konci devadesátých let, kdy hostovala v televizních seriálech jako Viper a Sedm dní. Pak díky Davidovi E. Kelleymu získala hlavní roli v seriálu Bostonská střední.
Po hostování ve dvou epizodách v seriálu Advokáti, byla obsazena do dalšího programu Kelleyho, do seriálu Čmuchalové. Seriál ale kvůli nízké sledovanosti skončil, a tak Kelley napsal roli Lauren Davisové v Bostonské střední přímo pro ni. Seriál měl premiéru v září 2000 na americkém televizním kanálu FOX. Gilsig opustila seriál na konci série v květnu 2002. Po jejím odchodu z Bostonské střední se připojila k obsazení seriálu Plastická chirurgie s. r. o. v roce 2003 jako Gina Russová a v seriálu zůstala až do roku 2008, kdy byla její postava zabitá. V roce 2004 se objevila v pěti epizodách seriálu Policie New York, následovaly pak čtyři epizody v seriálu televize FOX- Útěk z vězení a poté hostování v epizodě seriálu Zákon a pořádek.
Vedle svých rozsáhlých zkušeností s divadlem a televizí, má taky Gilsig zkušenosti s filmy. V roce 1998 měla malou roli ve filmu Zaříkávač koní a propůjčila svůj hlas Kayley v animovaném filmu Kouzelný mč- Cesta na Camelot. V roce 2004 se objevila ve filmech Hokejová máma a See This Movie.
Gilsig má v současné době občasné role ve třech televizních seriálech. V seriálu Friday Night Lights vysílaném na NBC, hraje Shelley, sestru Tami Taylorové. V seriálu Hrdinové hraje Meredith Gordonovou, biologickou matku Claire Bennetové. Gilsig hraje vedlejší roli Terri Schuester v seriálu Glee. V roce 2007 si zahrála jednu z hlavních rolí ve filmu Potopa. V roce 2017 se připojila k obsazení seriálu Skandál.

## Filmografie

### Film
| Rok  | Název                           | Role                    | Poznámky            |
| ---- | ------------------------------- | ----------------------- | ------------------- |
| 1984 | Masacarade                      |                         | krátkometrážní film |
| 1989 | The Journey Home                |                         | krátkometrážní film |
| 1989 | Dýka                            | Přítelkyně              |                     |
| 1998 | Kouzelný meč - Cesta na Camelot | Kayley (hlas)           |                     |
| 1998 | Zaříkávač koní                  | Lucy                    |                     |
| 2007 | Potopa                          | Samantha "Sam" Morrison |                     |
| 2008 | Maturitní ples                  | Aunt Karen Turner       |                     |
| 2009 | The Stepfather                  | Julie King              |                     |
| 2011 | About Fifty                     | Jessica                 |                     |
| 2013 | Somewhere Slow                  | Anna Thomspon           |                     |
| 2019 | Cognitive                       | reverend Wynnová        | krátkometrážní film |
| 2020 | Spree                           | Andrea                  |                     |

### Televize
| Rok           | Název                        | Role                        | Poznámky                                                          |
| ------------- | ---------------------------- | --------------------------- | ----------------------------------------------------------------- |
| 1991          | Malí létající medvídci       | Tina (hlas)                 |                                                                   |
| 1991–92       | Young Robin Hood             | Gertrude of Griswald (hlas) | 26 dílů                                                           |
| 1992          | Gulliverovy cesty            | Folia (hlas)                |                                                                   |
| 1998          | To Have & to Hold            | Paula                       | díl: „Stuck in the Blizzard with You“                             |
| 1998          | Viper                        | Alyssa                      | díl: „Family Matters“                                             |
| 1999          | Chladné klima                | Callie                      | TV film                                                           |
| 1999          | Advokáti                     | ADA Jennifer                | 2 díly                                                            |
| 1999          | Ochránce                     | RJ Shannon                  | díl: „The Real Deal“                                              |
| 1999          | Sedm dní                     | Carla Boyles                | díl: „Last Card Up“                                               |
| 2000          | Čmuchalové                   | Suzanne Shivers             | 2 díly                                                            |
| 2000–02       | Bostonská střední            | Lauren Davis                | 44 dílů                                                           |
| 2002          | Pronásledovaný               | Elise Martin                | díl: „Three Hour Tour“                                            |
| 2003          | Beze stopy                   | Whitney Ridder              | díl: „Confidence“                                                 |
| 2003–08       | Plastická chirurgie s. r. o. | Gina Russo                  | 17 dílů                                                           |
| 2004          | Policie New York             | Detektiv Kelly Ronson       | 5 dílů                                                            |
| 2005          | Útěk z vězení                | Lisa Rix                    | 4 díly                                                            |
| 2005          | Mezi otci a syny             | Dianne                      | TV film                                                           |
| 2006          | Zákon a pořádek              | Angela Burquette            | díl: „Heart of Darkness"                                          |
| 2007–08       | Hrdinové                     | Meredith Gordon             | 10 dílů                                                           |
| 2007–08       | Světla páteční noci          | Shelley Hayes               | 6 dílů                                                            |
| 2007          | Mravenčí invaze              | Dr. Carolyn Ross            |                                                                   |
| 2007          | Buckyards & Bullets          | Eileen                      | TV film                                                           |
| 2008          | 13                           | Kim Rowland                 | TV miniseriál                                                     |
| 2008          | The Apostles                 | Christine Rydell            | TV film                                                           |
| 2008          | Kriminálka New York          | Jordan Gates                | 3 díly                                                            |
| 2008–09       | Imaginary Bitches            | Jessalyn                    | 3 díly                                                            |
| 2009–12, 2015 | Glee                         | Terri Schuester             | Hlavní role - 1.-2. řada, Host - 4. řada, Vedlejší role - 6. řada |
| 2012          | Světluškou na 90 dní         | Julie Sterling              | TV film                                                           |
| 2013          | Dobrá manželka               | Janie Ludwig                | díl: „Invitation to an Inquest“                                   |
| 2013–15       | Vikingové                    | Siggy                       | hlavní role, 24 dílů                                              |
| 2014          | Angels and Ornaments         | Corrine Stockton            | TV film                                                           |
| 2015          | Evil Man                     | Adela                       | TV film                                                           |
| 2017–2018     | Skandál                      | Vanessa Moss                | 4 díly                                                            |
| 2018          | Nebezpečný svůdce            | Samantha                    | TV film                                                           |
| 2019          | Grand Hotel                  | Roxanne                     | díl: „A Perfect Storm“                                            |
| —             | Big Shot                     | Caren Korn                  |                                                                   |